# John Riseley-Prichard
John Henry Augustin Prichard (kasneje Riseley-Prichard), britanski dirkač Formule 1, * 17. januar 1924, Hereford, Anglija, Združeno kraljestvo, † 8. julij 1993, Tajska.
John Riseley-Prichard je pokojni britanski dirkač Formule 1. V svoji karieri je nastopil le na domači dirki za Veliko nagrado Velike Britanije v sezoni 1954, kjer je z dirkalnikom Connaught A Type odstopil v štiridesetem krogu zaradi trčenja. Umrl je leta 1993.

## Popolni rezultati Formule 1
(legenda) (odebeljene dirke pomenijo najboljši štartni položaj, poševne pa najhitrejši krog, †-uvrščen kljub odstopu)
| Leto | Moštvo                 | Šasija           | Motor                  | 1   | 2   | 3   | 4   | 5      | 6   | 7   | 8   | 9   | Prv | Toč |
| ---- | ---------------------- | ---------------- | ---------------------- | --- | --- | --- | --- | ------ | --- | --- | --- | --- | --- | --- |
| 1954 | RRC Walker Racing Team | Connaught A Type | Lea-Francis Straight-4 | ARG | 500 | BEL | FRA | VB Ret | NEM | ŠVI | ITA | ŠPA | -   | 0   |